# ميتاليكا عبر الأبد
ميتاليكا عبر الأبد (بالإنجليزية: Metallica Through the Never)‏ هو فيلم موسيقى وإثارة يضم فرقة الثراش ميتال ميتاليكا. اسم الفيلم مستوحى من أغنية "Through the Never" للفرقة. قصة الفيلم تتبع فتى (داين ديهان) في مغامرة سريالية خلال مهمة طارئة يرسل فيها. يضم الفيلم أيضاً مشاهد من حفلات أقامتها ميتاليكا في أغسطس 2012.
صدر الفيلم في 7 أكتوبر، 2013 في الولايات المتحدة، سبقه في 27 سبتمبر عرض في صالات الآيماكس وهي تصادف الذكرى ال27 لموت عازف البيس السابق للفرقة، كليف بيرتون. في الشرق الأوسط، صدر في 17 أكتوبر 2013. على الرغم من المراجعات وردود الفعل الإيجابية من النقاد، لم يحقق ميتاليكا عبر الأبد نجاحاً يذكر ووصلت إيراداته العالمية حتى الآن إلى 21 مليون $، مقابل ميزانية 18 مليون $.

## طاقم التمثيل
- داين ديهان بدور تريب، بطل الفيلم
- جيمس هيتفيلد بدور نفسه، المغني الرئيسي وعازف غيتار الإيقاع
- لارس ألريك بدور نفسه، الطبال
- كيرك هاميت بدور نفسه، عازف الإيتار الرئيسي
- روبرت تروهيو بدور نفسه، عازف البيس

## روابط خارجية
- الموقع الرسمي
- ميتاليكا عبر الأبد على موقع IMDb (الإنجليزية)
- ميتاليكا عبر الأبد على موقع ميتاكريتيك (الإنجليزية)
- ميتاليكا عبر الأبد على موقع روتن توميتوز (الإنجليزية)
- ميتاليكا عبر الأبد على موقع قاعدة بيانات الأفلام العربية
- ميتاليكا عبر الأبد على موقع ألو سيني (الفرنسية)
- ميتاليكا عبر الأبد على موقع أول موفي (الإنجليزية)
- ميتاليكا عبر الأبد على موقع بوكس أوفيس موجو (الإنجليزية)
- ميتاليكا عبر الأبد على موقع فيلمافينيتي (الإسبانية)
- ميتاليكا عبر الأبد على موقع قاعدة بيانات الأفلام السويدية (السويدية)
- ميتاليكا عبر الأبد على موقع قاعدة بيانات الفيلم (الإنجليزية)